# Margot Stern Strom
Pour les articles homonymes, voir Stern et Strom.
Margot Stern (épouse Strom), née le 10 novembre 1941 à Chicago, Illinois et morte le 28 mars 2023 à Brookline, Massachusetts, est une éducatrice américaine, fondatrice de Facing History & Ourselves, qui influence globalement l'éducation de la Shoah et des divers génocides (Arménie, Rwanda, Cambodge).

## Biographie
Margot Stern est née le 10 novembre 1941 à Chicago, Illinois. Elle est la fille de Fan Stern (née Wener) et de Lloyd Stern. Elle a cinq ans lorsque sa famille s'établit à Memphis au Tennessee, où ils possèdent un magasin de meubles,,.

### Études
Margot Stern obtient un B.A. en histoire de l'University of Illinois Urbana-Champaign en 1964. En 1977, elle reçoit un certificat d'études avancées en développement moral de la Graduate School of Education de l'Université Harvard.

### Skokie
Après son B.A., elle enseigne dans une une école intermédiaire à Skokie dans l'Illinois.

### Tampa
En 1968, avec son mari, le Dr. Terry Strom, alors capitaine dans l'armée de l'air, elle vit à Miami. Elle travaille deux ans comme mannequin, pour la presse écrite, notamment pour Pepsi.

### Brookline
Elle s'établit défénitivement à Brookline, au Massachusetts, en 1970. Elle retourne à l'enseignement. Elle enseigne à la John D. Runkle School.

### Famille
L'époux de Margot Stern Strom, le Dr. Terry Strom,chercheur en immunologie des transplantations d;prganes, meurt en 2017, à l'âge de 75 ans. Ils ont une fille, Rachel Fan Stern Strom, et un fils, Adam Stern. et quatre petit-fils.

### Facing History & Ourselves
En grandissant à Memphis elle prend conscience du racisme et de l'antisémitisme. En 1975, avec un collègue, Bill Parsons, elle assiste à un atelier de travail et réalise qu'il n'existe alors pratiquement pas d'enseignement sur la Shoah aux États-Unis. Elle décide de changer cet état de fait et commence à enseigner la Shoah. Son initiative va se répandre globalement. En 1976, Margot Stern Strom fonde à Brookline, Massachusetts, Facing History & Ourselves, dont elle directrice exécutive pendant 38 ans, jusqu'à  sa retraite en 2014.

### Mort
Margot Stern Strom meurt le 28 mars 2023 à Brookline, Massachusetts, à l'âge de 81 ans. d'un cancer du pancréas.